# Курьинское (сельское поселение)
Курьинское — упразднённое муниципальное образование со статусом сельского поселения в Красногорском районе Удмуртии Российской Федерации.
Административный центр — село Курья.
Законом Удмуртской Республики от 30.04.2021 № 39-РЗ к 23 мая 2021 года упразднено в связи с преобразованием муниципального района в муниципальный округ.

## История
Статус и границы сельского поселения установлены Законом Удмуртской Республики от 28 января 2005 года № 2-РЗ «Об установлении границ муниципальных образований и наделении соответствующим статусом муниципальных образований на территории Красногорского района Удмуртской Республики».

## Население
| 2010 | 2012 | 2013 | 2014 | 2015 | 2016 | 2017 |
| ---- | ---- | ---- | ---- | ---- | ---- | ---- |
| 566  | ↘562 | ↘542 | ↗550 | ↘525 | ↘489 | ↘486 |
| 2018 | 2019 | 2020 |      |      |      |      |
| ↘474 | ↘455 | ↘452 |      |      |      |      |

## Состав сельского поселения
| № | Населённый пункт | Тип населённого пункта | Население |
| - | ---------------- | ---------------------- | --------- |
| 1 | Большой Полом    | деревня                | ↘12       |
| 2 | Ботаниха         | деревня                | ↘92       |
| 3 | Бухма            | деревня                | ↘10       |
| 4 | Курья            | село                   | ↗448      |
| 5 | Малые Чуваши     | деревня                | →0        |
| 6 | Родники          | деревня                |           |